# Cinnycerthia fulva
Carriça-fulva ou garrincha-fulva (Cinnycerthia fulva) é uma espécie de ave da família Troglodytidae.
Pode ser encontrada nos seguintes países: Bolívia e Peru.
Os seus habitats naturais são: regiões subtropicais ou tropicais húmidas de alta altitude.